# Battaglia di Cannanore (1501)
La battaglia di Cannanore fu uno scontro navale avvenuto il 15 dicembre 1501 presso il porto di Kannur (pt. Cannanore), in India, fra la flotta dello Zamorin di Calicut e la Terza Armata d'India (Nova, 1501) dell'Impero portoghese capitanato da João da Nova. È considerata la prima battaglia navale moderna in quanto tra i primi esempi d'uso deliberato registrato della c.d. "linea di battaglia" e per essere stata risolta dal solo fuoco di cannone.

## La battaglia

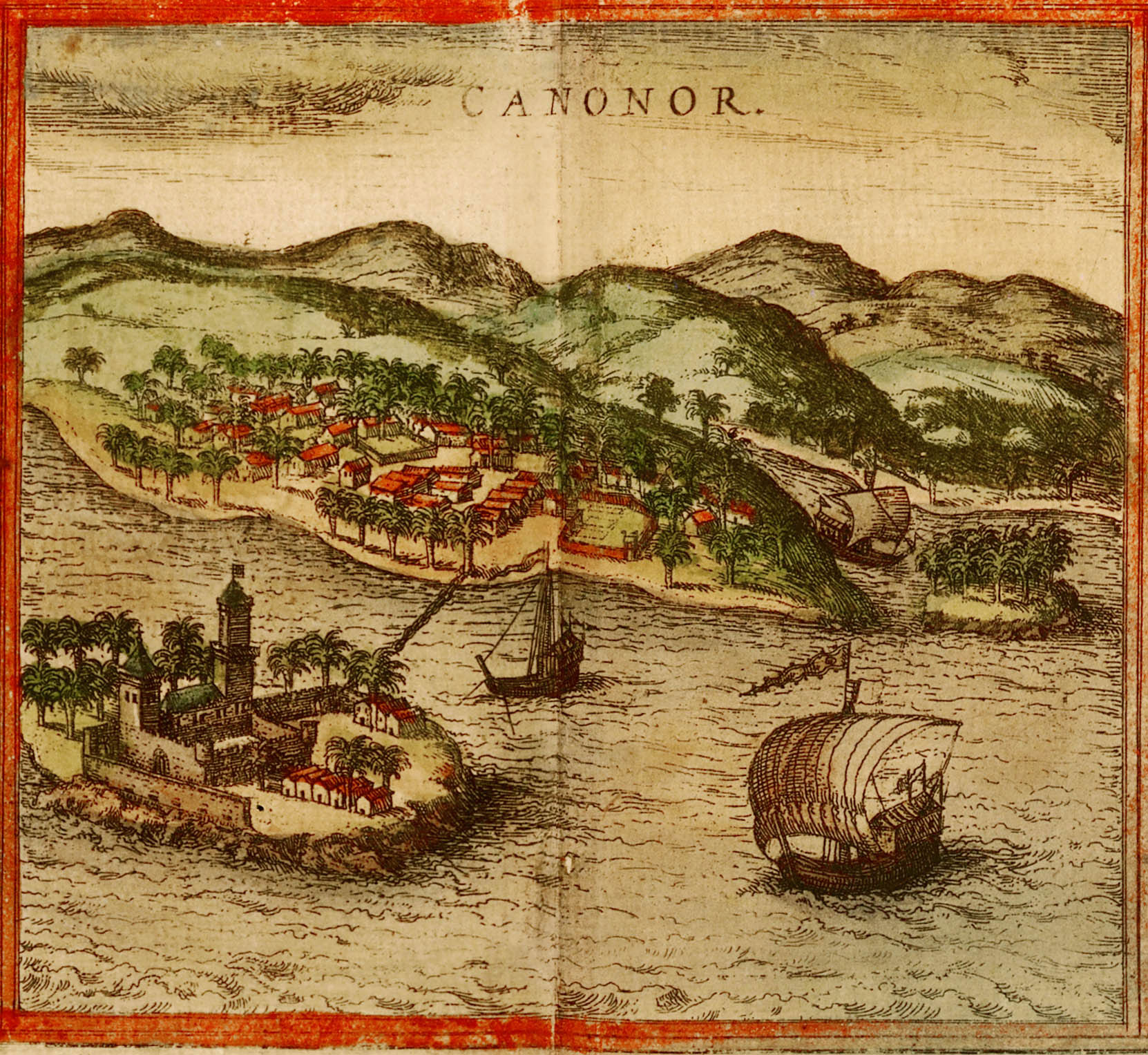
Kannur (pt. Cannanore) - ill. in

15 dicembre 1501 (circa) - la Terza Armata si prepara a lasciare l'India, carica di spezie provenienti da Cannanore e altri beni provenienti da attacchi pirateschi. Giunge notizia a Nova che una flotta da battaglia guidata dallo Zamorin si sta dirigendo a Cannanore. La flotta di Calicut comprendeva quasi 40 grandi navi e 180 piccole navi chiamate parau e zambuks e circa 7 000 uomini.
Il Raja di Cannanore esortò Nova a rimanere sotto la sua protezione ed evitare conflitti. Nova respinse l'offerta del Raja, tentando di defilarsi con una brezza favorevole. Le navi portoghesi spararono con i loro cannoni per violare la linea dello Zamorin. Una volta aperta una breccia, quattro navi portoghesi vi si diressero in formazione a colonna, facendo fuoco con i cannoni laterali. Il martellamento dei cannoni e l'altezza delle navi di Nova impedirono alle forze di Calicut di salire a bordo delle navi portoghesi con i rampini. La flotta di Calicut, meno idonea alla navigazione, iniziò a disperdersi durante l'inseguimento sotto il tiro continuo dei cannoni lusitani. Aumentata la distanza al punto da disincentivare i tentativi d'abbordaggio, lo scontro divenne un duello d'artiglieria a distanza. Lo Zamorin si ritirò dopo aver realizzato che la portata dei suoi cannoni e la velocità di ricarica dei suoi artiglieri non potevano eguagliare quella degli europei. Nova incalzò il nemico in fuga (probabilmente a mero scopo intimidatorio/dimostrativo), poi chiuse le operazioni il 2 gennaio 1502. In due giorni di combattimenti, la Terza Armata aveva affondato cinque grandi navi e una dozzina di barche a remi ed inflitto grandi danni alle restanti navi dello Zamorin. I legni portoghesi non avevano riportato alcun danno.

## Valutazione
Sebbene João da Nova non fosse preparato per un combattimento, la battaglia navale di Cannanore è considerata da alcuni come il primo importante impegno navale portoghese nell'Oceano Indiano. Non fu il primo scontro tra navi portoghesi e indiane: anche la Prima Armata d'India (Gama, 1497) e la Seconda Armata d'India (Cabral, 1500) combatterono contro varie flotte indiane. Furono però scontri con navi mercantili per lo più male armate, pirati e squadriglie isolate: ingaggi che una singola caravella ben armata poteva vincere facilmente. A Cannanore, invece, lo Zamorin aveva attaccato direttamente, schierando la migliore flotta possibile contro un piccolo gruppo di navi mercantili portoghesi significativamente meno armate delle navi di Gama e Cabral. Secondo il sito web ufficiale della Marina portoghese, la battaglia è anche storicamente nota per essere stata uno dei primi usi deliberati registrati di una colonna navale, in seguito chiamata linea di battaglia, e per essere stata risolta dal solo fuoco di cannone. Le tattiche utilizzate nella battaglia divennero sempre più prevalenti man mano che la tecnologia e la strategia navale si evolvevano, facendo della Prima battaglia di Cannanore la prima battaglia navale moderna.

### Esplicative
1. ↑  La data del 31 dicembre è data da Monteiro 1989, p. 84. Castanheda e Góis datano lo scontro al 16-17 dicembre; Correia, 12 dicembre; Barros afferma che sono stati intercettati durante la prima tappa da Cannanore a Cochin.

### Bibliografiche
1. 1 2  (PT) Marinha Portuguesa, site Cananor – 31 de Dezembro de 1501 a 2 de Janeiro de 1502, su marinha.pt, 2009. URL consultato il 2 dicembre 2021 (archiviato dall'url originale il 20 agosto 2016).
2. ↑  Matthew 1997, p. 11.

### Fonti
- (PT) João de Barros, Décadas da Ásia: Dos feitos, que os Portuguezes fizeram no descubrimento, e conquista, dos mares, e terras do Oriente, 1552-1559.
- (PT) Fernão Lopes de Castanheda, História do descobrimento e conquista da Índia pelos portugueses, 1833  [1551-1560].
- (PT) Gaspar Correia, Lendas da Índia, Lisbona, Academia Real das Sciencias, 1858-64  [1550].
- (PT) Damião de Góis, Crónica do Felicissimo Rei D. Manuel, 1566–67.

### Studi
- (EN) Mathew KS, Indian Naval Encounters with the Portuguese: Strengths and weaknesses, in Kurup (a cura di), India's Naval Traditions, Nuova Delhi, Northern Book Centre, 1997.
- (PT) Monteiro S, Batalhas e combates da Marinha Portuguesa: 1139–1521, Lisbona, Livraria Sá da Costa, 1989.